# Said Husejinović
Said Husejinović (ur. 13 maja 1988 w Zvorniku) – bośniacki piłkarz występujący na pozycji pomocnika. Reprezentuje barwy klubu FK Sarajevo.

## Kariera klubowa
Said jest wychowankiem Slobody Tuzli, gdzie w drużynie juniorów występował od 2000 roku. Po włączeniu do pierwszej kadry w 2006, spędził w Tuzli jeszcze dwa lata, strzelając 21 bramek w 47 spotkaniach. 1 lipca 2008 roku za 900 tysięcy euro przeszedł do Werderu Brema. Tam dopiero zaczął świętować swoje pierwsze sukcesy, jednak z powodu małej liczby występów w Werderze drugą połowę sezonu 2008/2009 spędził na wypożyczeniu w Kaiserslautern. Kolejny sezon w barwach zespołu z Bremy znów rozpoczął jako rezerwowy. W sezonie 2011/2012 trafił do FK Sarajevo, a w 2013 roku do Dinama Zagrzeb. W 2015 roku był wypożyczony do NK Lokomotiva Zagrzeb, a w 2016 wrócił do FK Sarajevo.

## Kariera reprezentacyjna
Husejinović grał w reprezentacji Bośni i Hercegowiny U-21. W dorosłej kadrze zadebiutował w 2007 roku.

## Sukcesy
Werder Brema
- Puchar Niemiec (1): 2009
- Superpuchar Niemiec (1): 2009